# Weitlingkiez

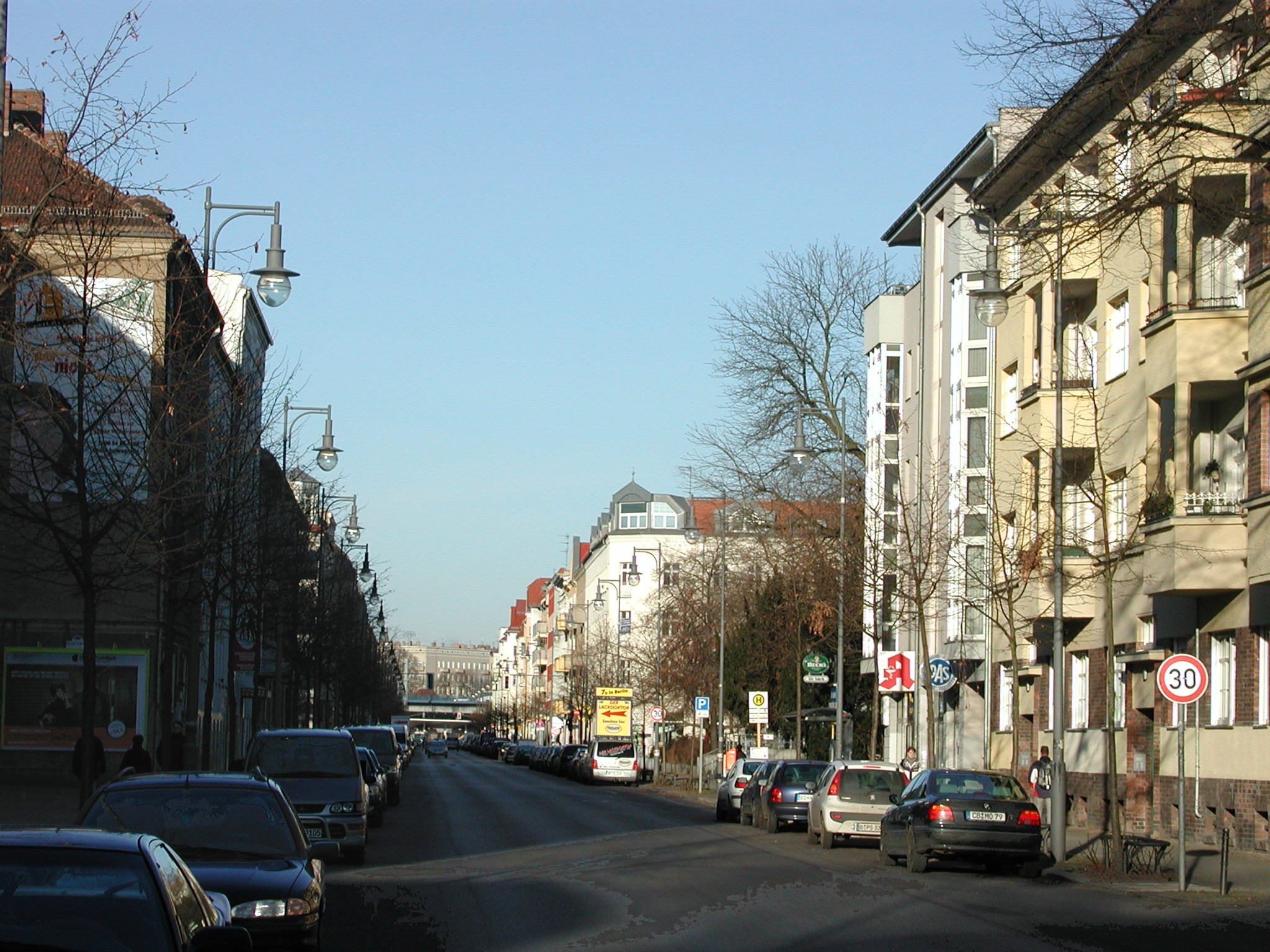
Blick in die Weitlingstraße

Der Weitlingkiez ist ein Quartier in den beiden Berliner Ortsteilen Rummelsburg und Friedrichsfelde des Bezirks Lichtenberg mit einer Grundfläche von rund 50 Hektar, das sich im Wesentlichen im 19. und 20. Jahrhundert entwickelte. Er trägt seinen Namen nach der Weitlingstraße, die den Kiez von Norden nach Süden durchzieht. Hier leben etwa 14.000 Einwohner (Stand: 2022).

## Lage
Die etwa in Nord-Süd-Richtung verlaufende Weitlingstraße (bis 1938: Wilhelmstraße) ist das Zentrum dieses Wohngebietes. Nach Westen wird es durch die Eisenbahngleise der Ostbahn begrenzt, dahinter liegt das Stadtviertel Frankfurter Allee Süd und, südlich davon, die Victoriastadt. Im Süden schließen sich Kleingartenanlagen und das Bahngelände an der Bahnstrecke nach Frankfurt (Oder) an. Im Osten grenzt das Gebiet an den Ortskern von Friedrichsfelde. Es finden sich hier ruhige Wohnstraßen und zahlreiche denkmalgeschützte Wohnblöcke.
Das Gebiet ist über die S-Bahn-Linien S5, S7 und S75 mit den Bahnhöfen Berlin-Lichtenberg und Nöldnerplatz sowie über die U-Bahn-Linie U5 (U-Bahnhof Lichtenberg) sowie diverse Buslinien mit dem öffentlichen Verkehr zu erreichen.

## Geschichte

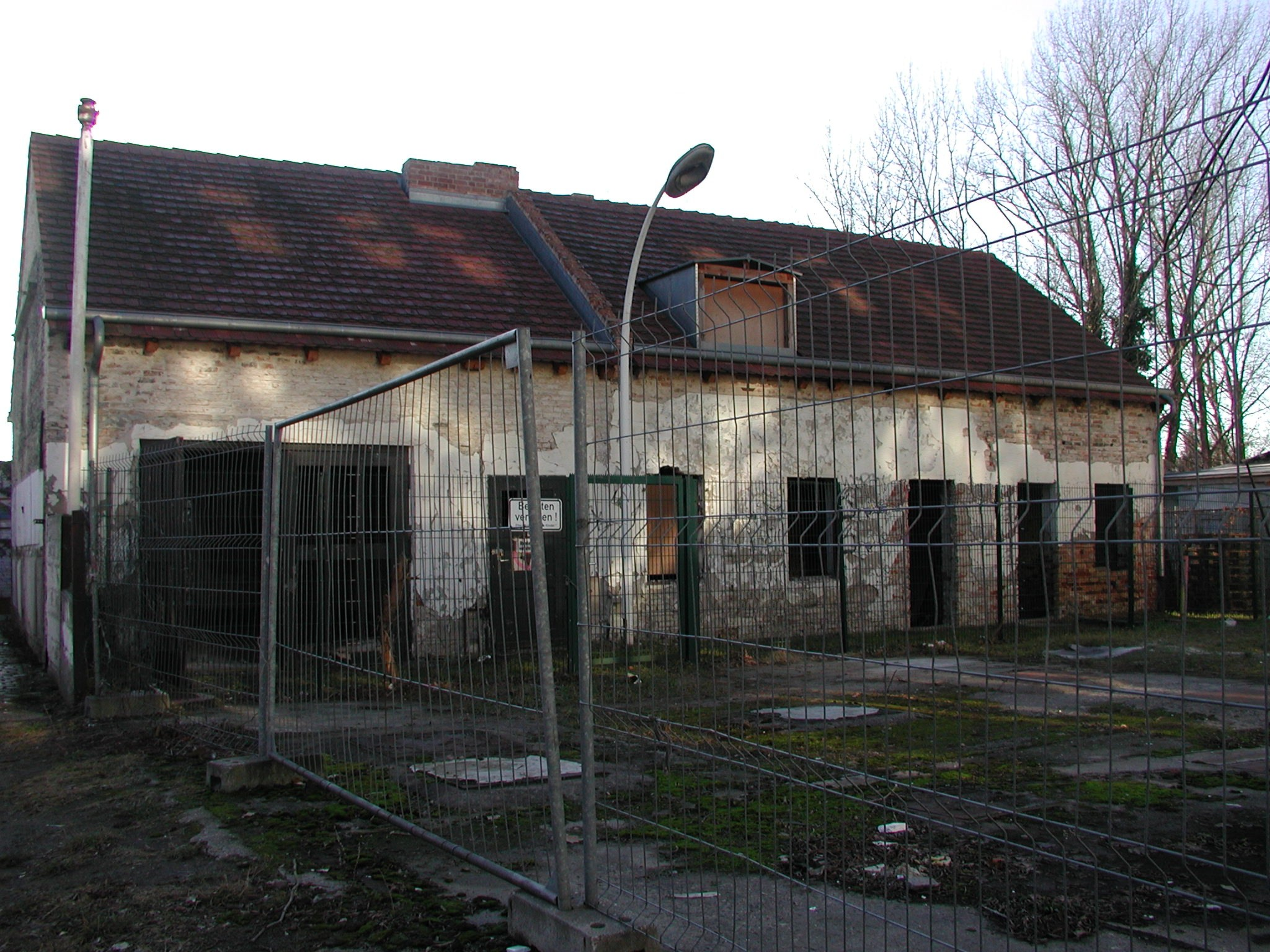
Kolonistenhaus Lückstraße 18/19 vor seiner Sanierung (um 2008)

Mit dem Bau der Eisenbahnstrecke der Ostbahn 1867 und des Rangierbahnhofs Lichtenberg wurde der südöstliche Teil der Gemeinde Lichtenberg vom Rest des Ortes getrennt. Das Gebiet, das im Osten an die Gemeinde Friedrichsfelde grenzte, war Anfang der 1890er Jahre noch weitgehend unbebaut. Lediglich im Süden, an der von Rummelsburg nach Friedrichsfelde führenden Straße (der heutigen Lückstraße) war bereits 1783 auf königliche Anordnung die Gartenbaukolonie Lichtenberger Kiez entstanden. Hier siedelten sich Kolonisten an und errichteten auf schmalen, tief geschnittenen Parzellen kleine ein- und zweistöckige Häuser.
In den Folgejahren wurde das Gebiet an der Chaussee von Lichtenberg nach Friedrichsfelde bebaut. Die Bebauung entstand vor allem im Bereich der heutigen Frankfurter Allee und der Einbecker Straße in der Umgebung des Bahnhofs Lichtenberg (damals Lichtenberg-Friedrichsfelde), der seit 1881 auch dem Personenverkehr diente. In den südlich angrenzenden Bereichen war Ende des 19. Jahrhunderts bereits die Struktur der geplanten Wohngebiete zu erkennen.
Bald nach 1900 wurde der Bereich beiderseits der Wilhelmstraße mit Mietshäusern bebaut. Nach dem Ersten Weltkrieg errichteten zahlreiche Baugesellschaften völlig neue Wohnsiedlungen auf freien Flächen. Wohnsiedlungen entstanden unter anderem im Gebiet um die Metastraße, den Archibaldweg und im Westen von Friedrichsfelde an der heutigen Marie-Curie-Allee. Damals renommierte Architekten verwirklichten hier ihre Vorstellungen vom Neuen Bauen. Diese Wohnkomplexe stehen seit den 1970er Jahren fast alle unter Denkmalschutz (siehe Abschnitt Weitere Baudenkmale im Kiez).
Die durch den Zweiten Weltkrieg verursachten Baulücken wurden in den 1950er Jahren in konventioneller Bauweise geschlossen. Aus den 1970er und 1980er Jahren stammen nur noch wenige Bauten, wie etwa die 1980 eröffnete Kaufhalle in der Weitlingstraße 59.
Im Jahr 1994 erklärte die Stadtverwaltung den Kiez zum Sanierungsgebiet. Im Rahmen dieses Projekts wurden bis 2008 zahlreiche Häuser saniert und unter anderem der Münsterlandplatz neugestaltet. Zur Verbesserung der Aufenthaltsqualität entlang der Straße, der Berücksichtigung und Einbeziehung der Anwohner und der Koordinierung bei der Vergabe von Gewerbeflächen hat die BVV Lichtenberg im Mai 2022 beschlossen, ein Geschäftsstraßenmanagement zu etablieren. Im November 2022 nahm die BVV einen Einwohnerantrag zur Errichtung eines Kiezblocks zur Verkehrsberuhigung in den Wohngebieten westlich und östlich der Weitlingstraße an.

## Straßen, Plätze und Bauten (Auswahl)

### Weitlingstraße
Das Gebiet hat seinen Namen nach dieser Hauptstraße, die beim Bau der Wohnhäuser eine wichtige Nord-Süd-Verbindung darstellte. Die Straße hieß bei ihrer Anlage in den 1870er Jahren zunächst Wilhelmstraße, entweder nach Kaiser Wilhelm I. oder nach dem Kronprinzen Wilhelm von Preußen benannt. Am 11. Mai 1938 erhielt sie den Namen Weitlingstraße nach dem Pädagogen Johann Ludwig Weitling.
Die Weitlingstraße beginnt im Norden an der Einbecker Straße, unterquert die Frankfurter Allee, tangiert an der Einmündung der Irenenstraße den Bahnhof Lichtenberg, quert die Margaretenstraße und die Sophienstraße, tangiert den Münsterlandplatz und endet an der Lückstraße. Insgesamt ist sie rund 1250 Meter lang. Das jetzige nördliche Teilstück entstand erst mit der Erneuerung der Lichtenberger Brücke in den 1970er Jahren, zuvor begann sie an der Irenenstraßeneinmündung.
Im 21. Jahrhundert wurde das gesamte Umfeld des Bahnhofs erneuert. In diesem Zusammenhang entstand an der Mauer zu den Gleisanlagen ein längeres Wandbild zum Motto „Ich bin auch die Stadt“. An der Gestaltung verschiedener Abschnitte beteiligten sich Kreative der Gruppe Urban II mit César Olhagaray, Dominique, Georg Manthey, Lenni und einigen anderen, die ihre Namenszüge dort verewigten. Dargestellt sind hier auch einige typische Merkmale von Lichtenberg.

### Nöldnerplatz bis Fischerstraße

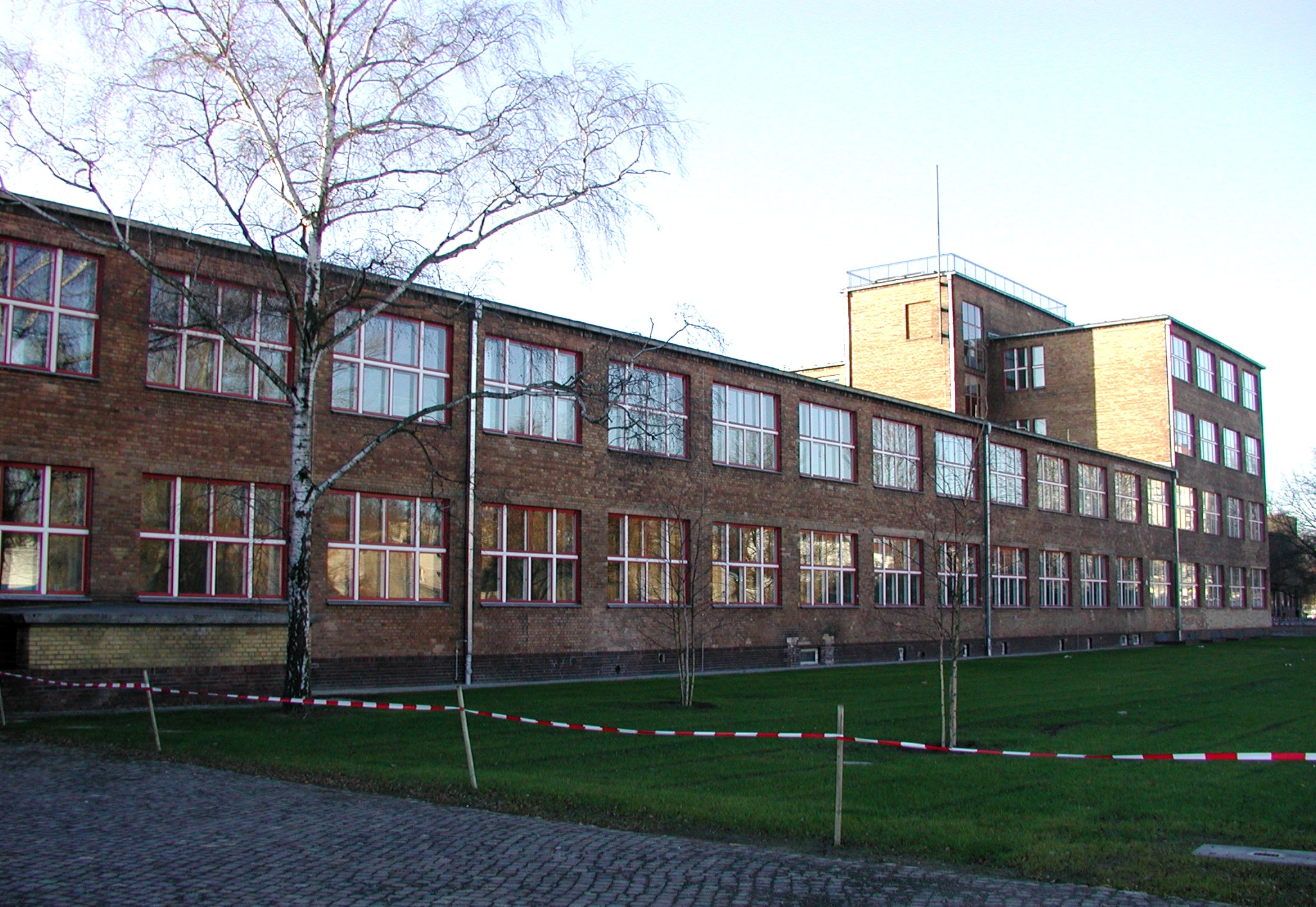
Teil des von Max Taut geplanten Schulensembles am Nöldnerplatz

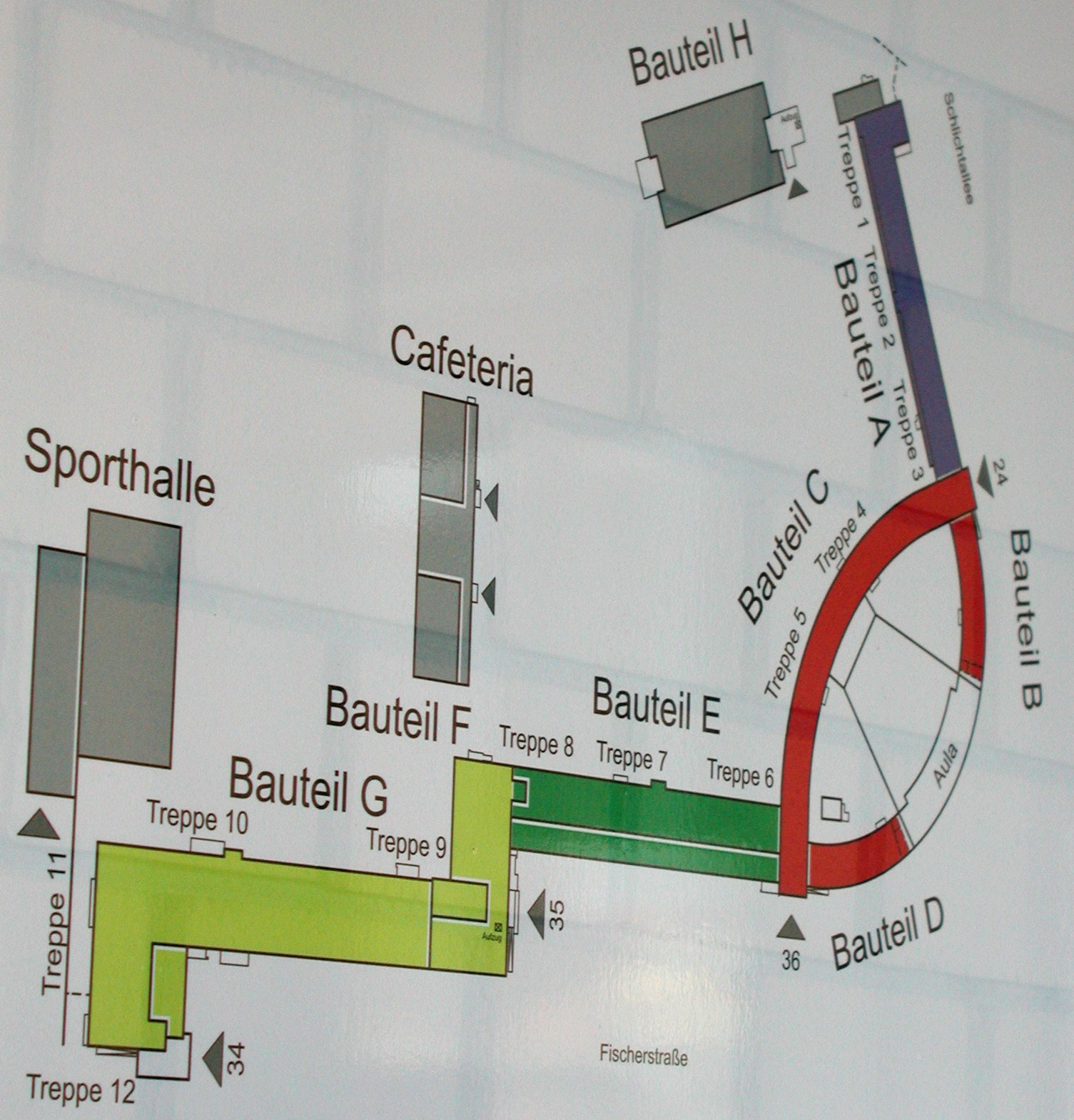
Gebäudeübersicht des Schulensembles am Nöldnerplatz

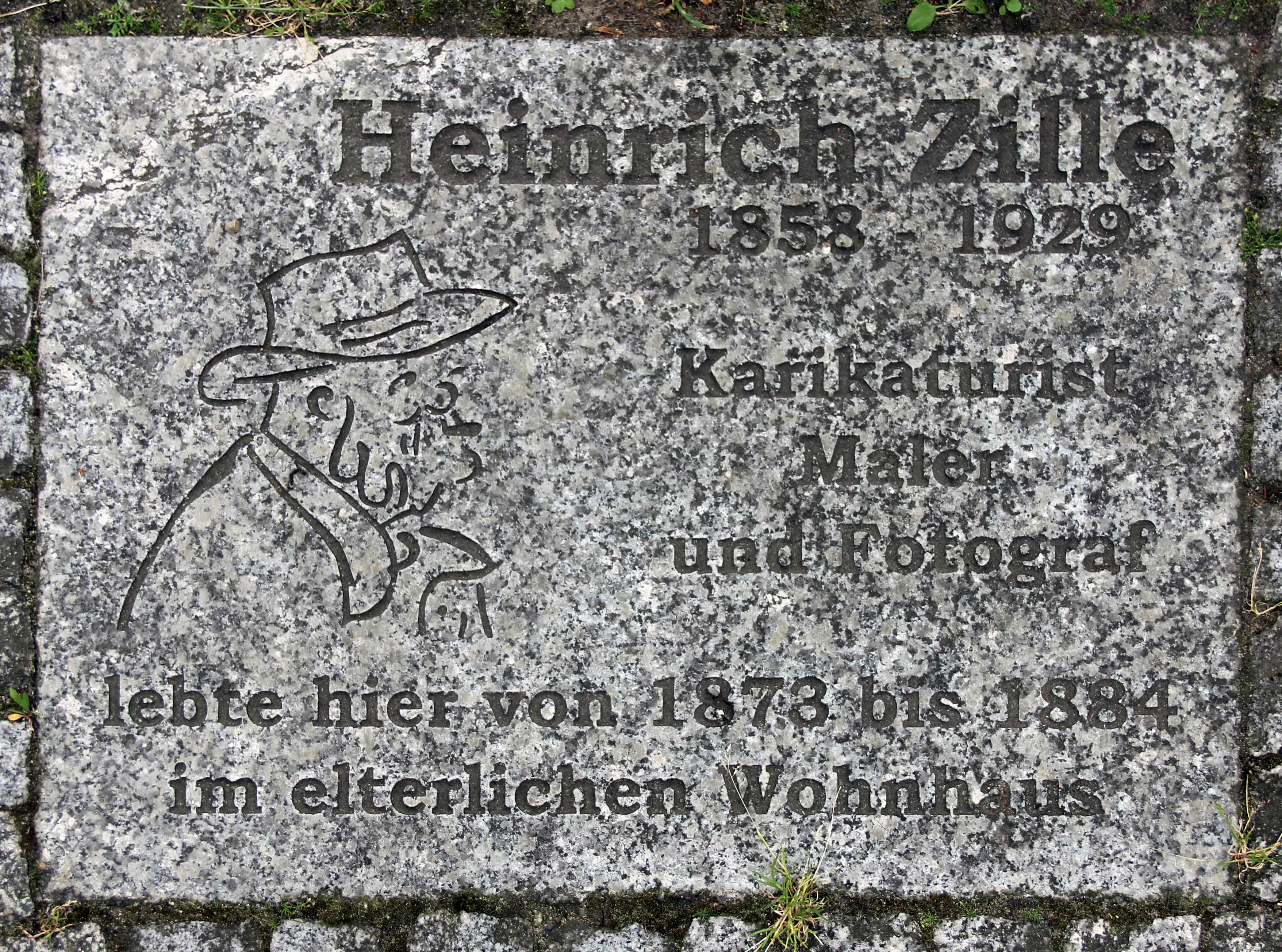
Gedenktafel Heinrich Zille, Fischerstraße 8

Der Nöldnerplatz ist ein großer, unregelmäßig geformter Platz, auf den zahlreiche Straßen münden. Dazwischen befinden sich Grünanlagen. Direkt auf dem Platz wurde im Mai 2010 ein Gedenkstein enthüllt, der an die Rummelsburger Arbeiter erinnert, die in der Zeit des Nationalsozialismus Widerstand geleistet haben. Es handelt sich um einen Granitobelisken mit einer Namenstafel aus Edelstahl.
Der denkmalgeschützte Schulkomplex auf der Südseite des Platzes wurde von 1927 bis 1932 nach Entwürfen des Architekten Max Taut gebaut. Er besteht aus mehreren Baukörpern, die von der Fischerstraße bis zur Schlichtallee reichen. Sie wurden ursprünglich als Lyzeum, Mittel- und Berufsschule genutzt. Die einzelnen Gebäude sind baulich miteinander verbunden und funktionell in Schulgebäude, Turnhallen und Aula gegliedert. Die vorwiegend zwei- oder dreigeschossige Eisenbetonkonstruktion ist in ihren verschiedenen Bereichen mit gelben oder roten Klinkern verblendet. Bis auf einen Eingang, der als Schmuck eine aus Terrakotta gefertigte Darstellung einer von neun Kindern umgebenen Frau trägt, sind alle Bauteile schmucklos.
Die Schulgebäude beherbergten zu DDR-Zeiten die Erweiterte Oberschule „Immanuel Kant“ (nach 1990 Immanuel-Kant-Gymnasium). Seit dem Umzug des Gymnasiums in die Lückstraße heißt der Komplex Max-Taut-Schule und wird vom Oberstufenzentrum Versorgungs- und Reinigungstechnik genutzt.
Die historische Aula, die vor dem gesamten Schulkomplex liegt, stellt ein Denkmal der Klassischen Moderne dar und wurde im Zweiten Weltkrieg zerstört. Die Bausubstanz wurde 60 Jahre lang nur notdürftig gesichert. Von Max Taut ursprünglich als „öffentliche Aula“ konzipiert, wurde sie nach einem europaweiten Wettbewerb unter Leitung des Architekten Max Dudler denkmalgerecht ab 2003 wieder aufgebaut und mit moderner Veranstaltungstechnik versehen. Die trapezförmige Halle fasst bis zu 800 Zuschauer. Nach ihrem Architekten Max-Taut-Aula genannt, wurde die Aula im Dezember 2007 wieder eingeweiht. Von 2008 bis 2010 fand hier wegbereitend die Veranstaltungsreihe Medium Taut mit zahlreichen kulturellen Angeboten und namhaften Künstlern und Gästen statt. Sie dient neben schulischen Aufgaben auch Theateraufführungen, Konzerten und anderen öffentlichen Veranstaltungen sowie den monatlichen Sitzungen der Bezirksverordnetenversammlung von Lichtenberg.
Es gibt Planungen, direkt am Platz vor dem Ausgang des S-Bahnhofs Nöldnerplatz einen Wochenmarkt einzurichten. Die Spielplätze auf dem Platz wurden neu gestaltet. Einige der ursprünglich von der Berliner Stadtreinigung genutzten Flächen in der Fischerstraße 15/16 wurden von der Stadt Berlin erworben und 2008 darauf Sportplätze eingerichtet. Am Ende der Fischerstraße gibt es weiterhin einen Recyclinghof.
Der Maler Heinrich Zille lebte in der heutigen Fischerstraße 8.

### Lückstraße

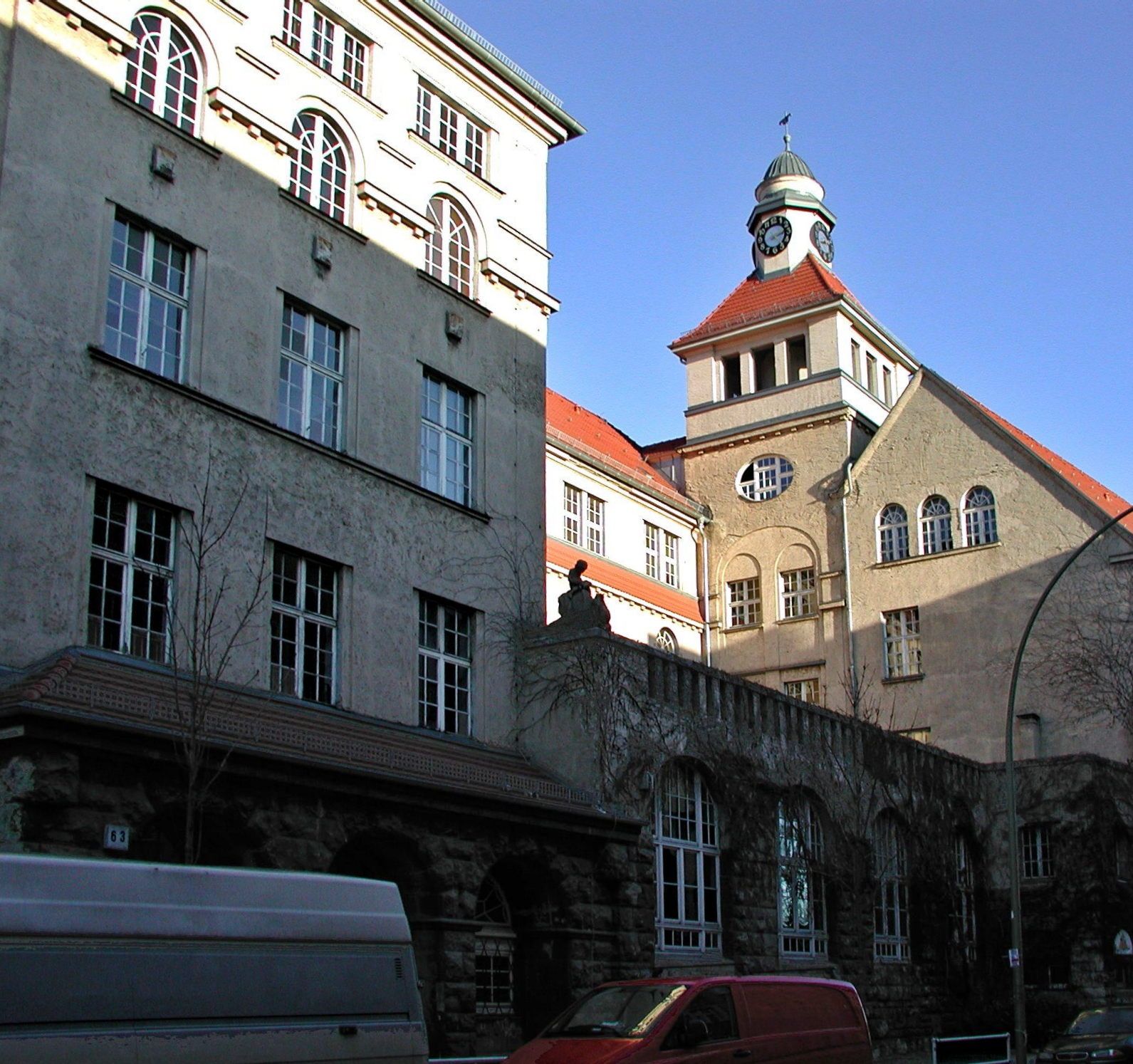
Immanuel-Kant-Gymnasium in der Lückstraße

In der Lückstraße steht die 1906 unter Adolph Schlicht errichtete erste Gemeindeschule für Rummelsburg. Das Gebäude ist ein drei- bis viergeschossiger verputzter Ziegelsteinbau mit einem auffälligen Treppenturm, der durch eine Uhrenlaterne bekrönt wird. Die Straßenfront ist rustifiziert (mit Kunststein verkleidet), auf dem Erker in der ersten Etage des angebauten ehemaligen Rektorenwohnhauses ist eine humorvolle bildhauerische Arbeit zu sehen: ein Schüler sitzt auf einer Schnecke und liest ein Buch. In der DDR-Zeit hieß diese Schule 22. Oberschule Lichtenberg. Seit 1991 ist in diesem Gebäude das Immanuel-Kant-Gymnasium beheimatet.
In der Lückstraße gibt es mehrere unter Denkmalschutz stehende Kolonistenhäuser vom Ende des 18. Jahrhunderts, die für auswärtige Zuwanderer nach Preußen eingerichtet worden waren. Das Haus Nummer 18/19 war noch 2007 stark einsturzgefährdet, wurde jedoch bis Ende 2009 durch das Bezirksamt Lichtenberg für rund 500.000 Euro saniert und wird nun als SportJugendClub betrieben.
In einer Kellerwohnung des Hauses Nummer 31 lebte kurzzeitig Heinrich Zille.

### Münsterlandplatz und Wönnichstraße

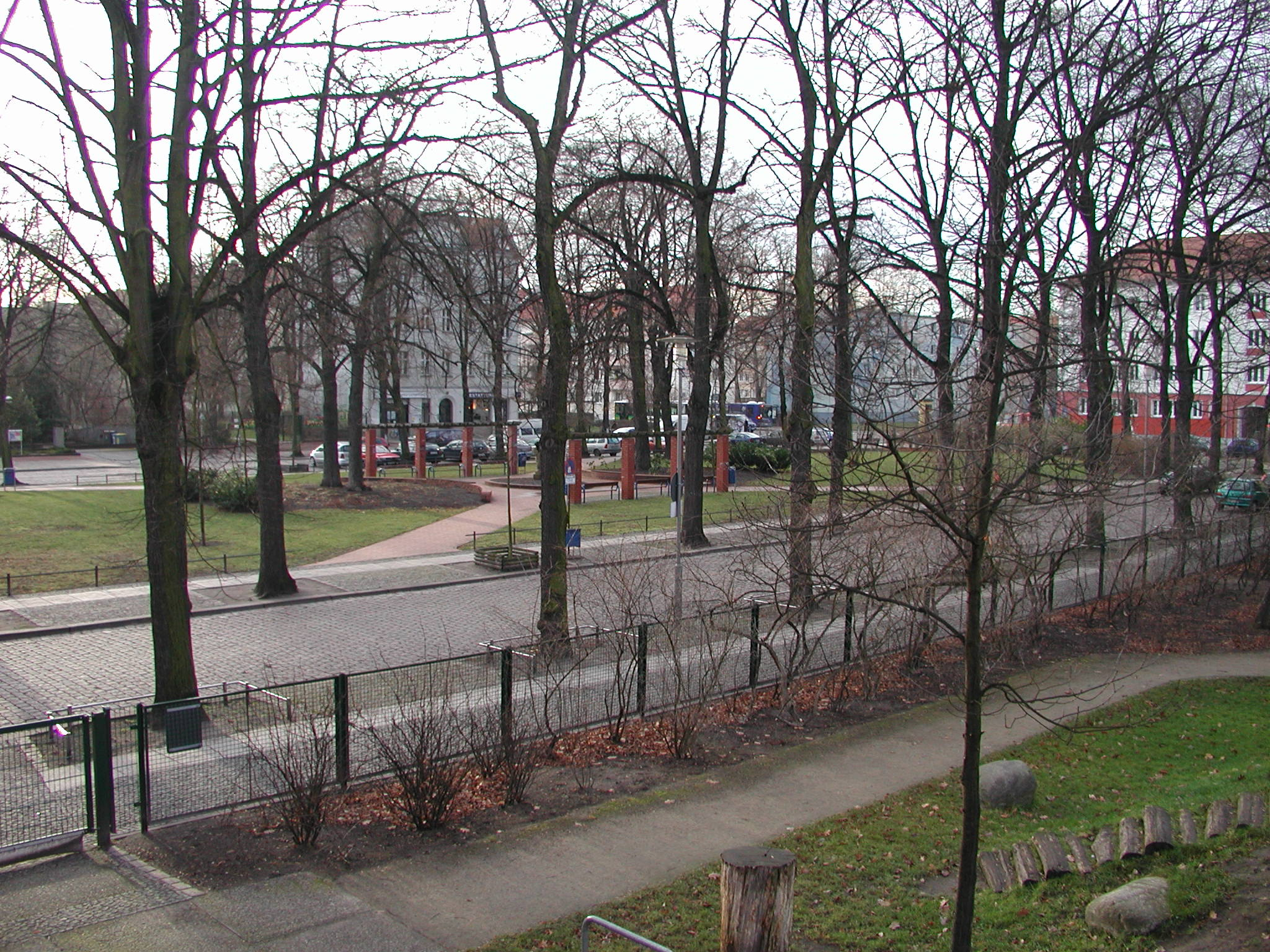
Münsterlandplatz

Der Münsterlandplatz ist eine kleine Grünanlage von rund 1400 m², begrenzt durch die Weitling-, Münsterland- und Wönnichstraße. Der Platz wurde mit Beginn der Bebauung um 1890 angelegt. Er trug zuerst den Namen Augustaplatz nach der deutschen Kaiserin. Im Zusammenhang mit der Tilgung von Straßen- und Platznamen, die im Zusammenhang mit Herrschern stehen, wurde der gärtnerisch schön gestaltete Platz am 10. Mai 1951 nach der Landschaft Münsterland in Nordrhein-Westfalen umbenannt.
Direkt am Münsterlandplatz Ecke Wönnichstraße stand bis 2022 das Gebäude der ehemaligen Neuapostolischen Kirche. Nach Zusammenlegung einiger Gemeinden war das Kirchengebäude im Jahr 2021 entwidmet und verkauft worden. Es wurde abgerissen, und an seiner Stelle sollen Eigentumswohnungen errichtet werden.
In der Wönnichstraße, an ihrem nördlichen Ende, ganz in der Nähe des Bahnhofs Lichtenberg, wird ab 2023 auf einer bisher unbebauten Fläche (Parzelle 8, 781 Quadratmeter) ein Straßenkinderhaus errichtet. Der Berliner Verein Straßenkinder, der solchen Kindern in Not hilft und sich bereits vor einigen Jahren gegründet hat, lässt an dieser Stelle ein Gebäude errichten, das auf sieben Etagen (Nutzfläche rund 3400 Quadratmeter) Unterbringungs- und Beschäftigungsmöglichkeiten für Straßenkinder bereithalten wird. Im Erdgeschossbereich sind ein Begegnungscafé, eine Tischlerei, ein Theaterraum, Beratungsbüros, eine Kinder-Notübernachtung sowie Mikroapartements für längere Aufenthalte geplant. Die Finanzierung des Hauses, das den Namen Butze erhielt, erfolgt durch Spenden der Birgit-und-Thomas-Rabe-Stiftung (zu rund 2/3), durch die Manfred-Strohscheer-Stiftung und weitere große Stiftungen. Dazu kommen Spenden von Ilka Bessin (Cindy aus Marzahn), Ronald Pofalla sowie Finanzhilfen seitens des Lichtenberger Bezirksamtes. Die Fertigstellung ist für das Frühjahr 2025 vorgesehen.

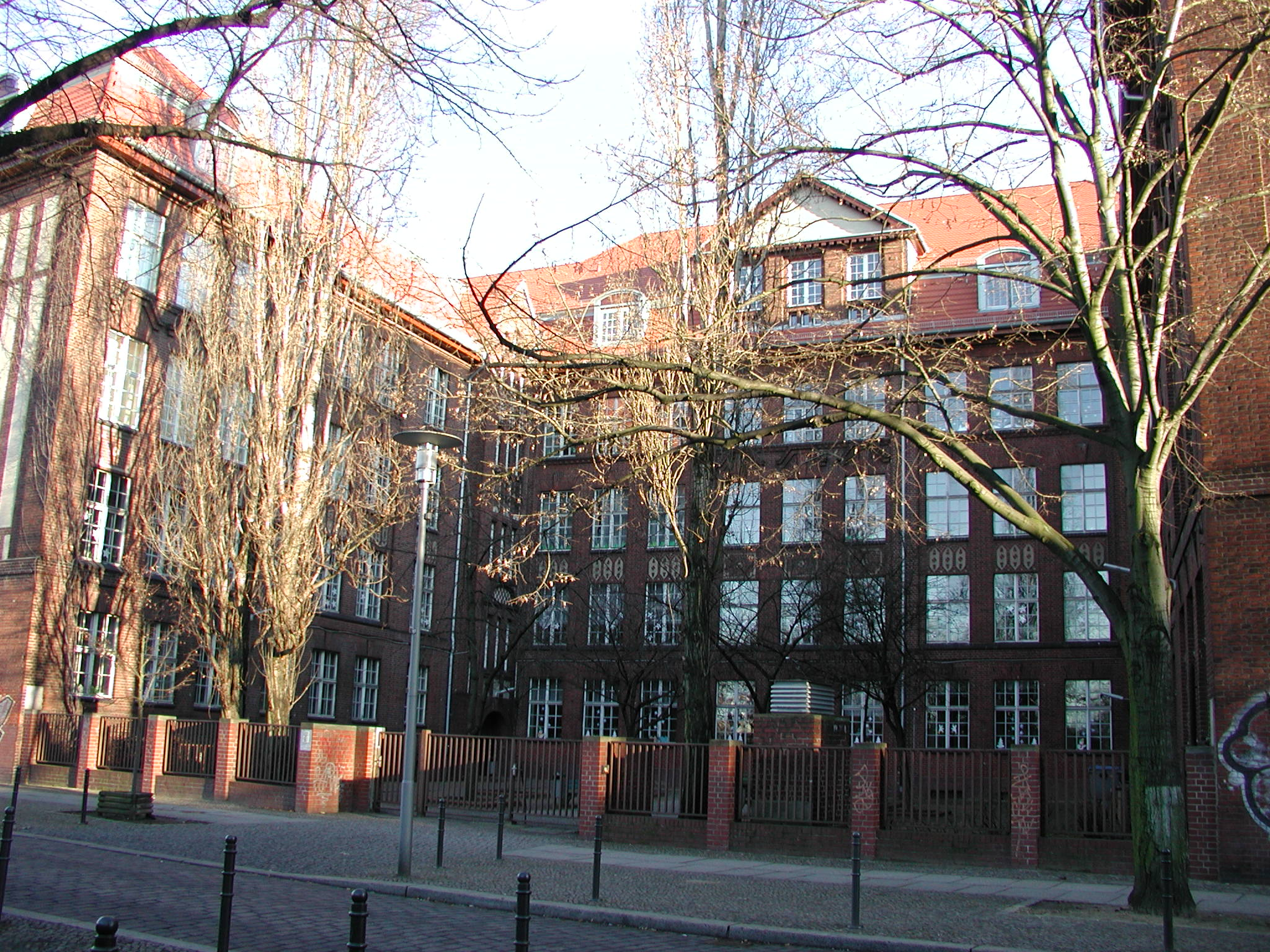
Robinson-Grundschule 
In der Wönnichstraße 7 befindet sich die Robinson-Grundschule, 1907/1908 nach Vorlagen von Franz Knipping geplant und erbaut, heute unter Denkmalschutz stehend. 1973 erhielt die Schule den Namen des Widerstandskämpfers Horst Viedt, und es wurde eine entsprechende Gedenktafel am Schulgebäude angebracht. Seit der Umbenennung der Schule in Robinson-Grundschule ist die Tafel nicht mehr vorhanden.

### Erlenhof, Pappelhof, Ulmenhof

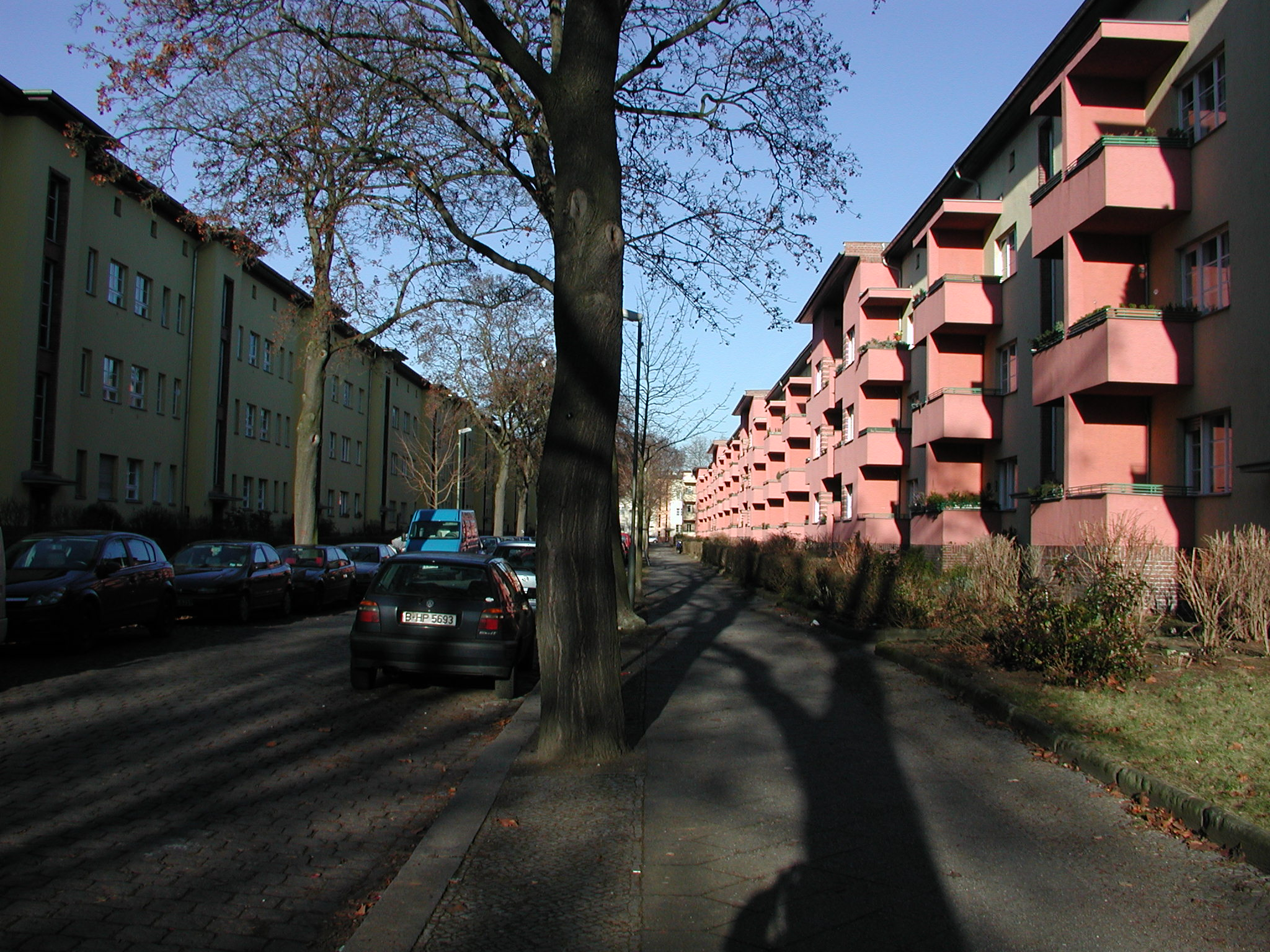
Wohnanlagen in der Kraetkestraße

In den 1920er Jahren führten Architekten wie Jacobus Goettel, Paul Mebes, Paul Emmerich und Erwin Anton Gutkind weitere Wohnbauten im Stil des Neuen Bauens in diesem Kiez aus, die sich durch eine klare Formensprache und Funktionalität auszeichnen: Ganze Wohnkomplexe wurden mit einfachsten Gestaltungselementen so gebaut, dass viele Familien preisgünstigen, aber relativ komfortablen Wohnraum erhalten konnten. Die Innenhöfe wurden als grüne Spiel- und Erholungsoasen gestaltet.
Seit 1977 sind die oben genannten und 1928–1931 von Jacobus Goettel geplanten und von der Firma Lenz gebauten Höfe im Karree Kraetke-, Ribbecker, Rummelsburger und Zachertstraße unter Denkmalschutz gestellt.

### Sonnenhof

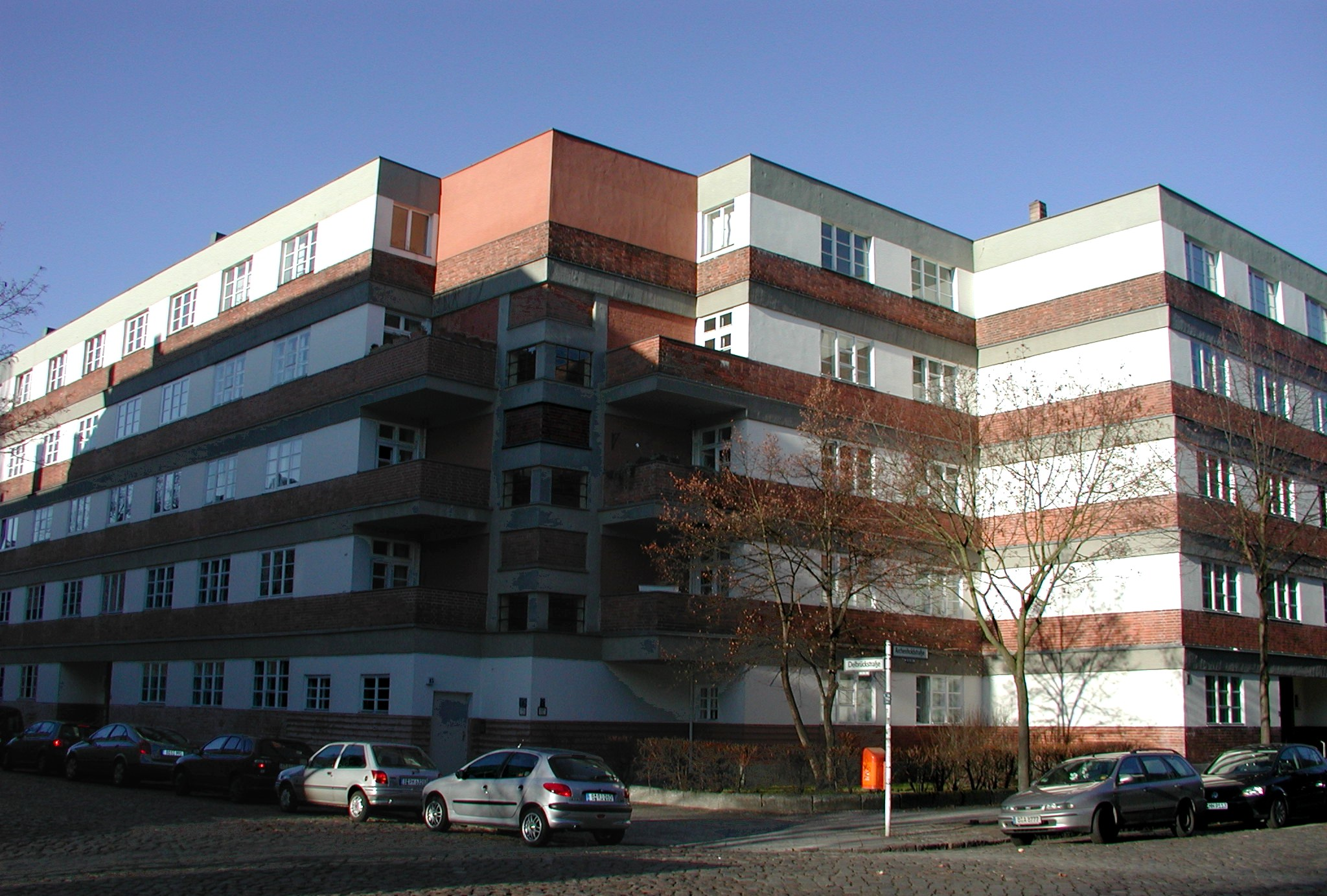
Wohnanlage Sonnenhof

Von 1925 bis 1927 errichtete die Siedlungsgesellschaft Stadt- und Land nach Plänen von Erwin Anton Gutkind im Straßengeviert Marie-Curie-Allee, Delbrückstraße, Archenholdstraße, Bietzkestraße eine monumental wirkende Blockbebauung, die den Namen Sonnenhof erhielt. In der nach Süden ausgerichteten Fassade sind die breiten Fenster mit dazwischen liegenden weißen Pfeilern völlig gleichmäßig angeordnet, in horizontaler Richtung gibt es durch die dunkelgrauen Stahlbetonbalken und durchgängige rote Klinkerbänder einen farblichen Kontrast. In den 1970er Jahren erfolgte eine Teil-Aufstockung der ursprünglich vier Etagen. Der Innenhof ist als großzügige Grünanlage angelegt. Die Hofseiten des Blockes sind mit betonten Treppenteilen aufgelockert; ein gesonderter Baukörper im Hof bietet einen geschützten Platz für den Kindergarten. Der Sonnenhof steht unter Denkmalschutz, worauf auch eine 2003 enthüllte Tafel an der östlichen Doppeleinfahrt hinweist.

### Stadion Friedrichsfelde
Südlich der Zachertstraße wurde frühzeitig ein Sportplatz eingerichtet, der nach dem Zweiten Weltkrieg um mehrere enttrümmerte Grundstücke erweitert wurde. Die Freiluft-Sportanlage (heute Stadion Friedrichsfelde), bietet Platz für Kiezsportvereine und den Schulsport.

## Weitere Baudenkmale im Kiez
- Wohnanlage Archibaldweg 28–40; 1925–1930 von Bruno Ahrends[28]
- Wohnkomplex Friedastraße, Irenenstraße, Metastraße; 1930–1933 von Adolf Rading[29]
- Mietshaus Irenenstraße 2/3[30]
- Wohnanlage Lincolnstraße, Bietzkestraße, Eggersdorfer Straße, Zachertstraße; 1926/1927 von Paul Mebes & Paul Emmerich[31]
- Mietshäuser Margaretenstraße 5–6; um 1890[32]
- Wohnanlage Metastraße 2–30; 1931 von Rudolf Henning[33]
- Wohnanlage Weitlingstraße 19/21 und 25/27 mit Rückseite Wönnichstraße 16–26; um 1930 von Volker Raatz[34]

## Neonazismus

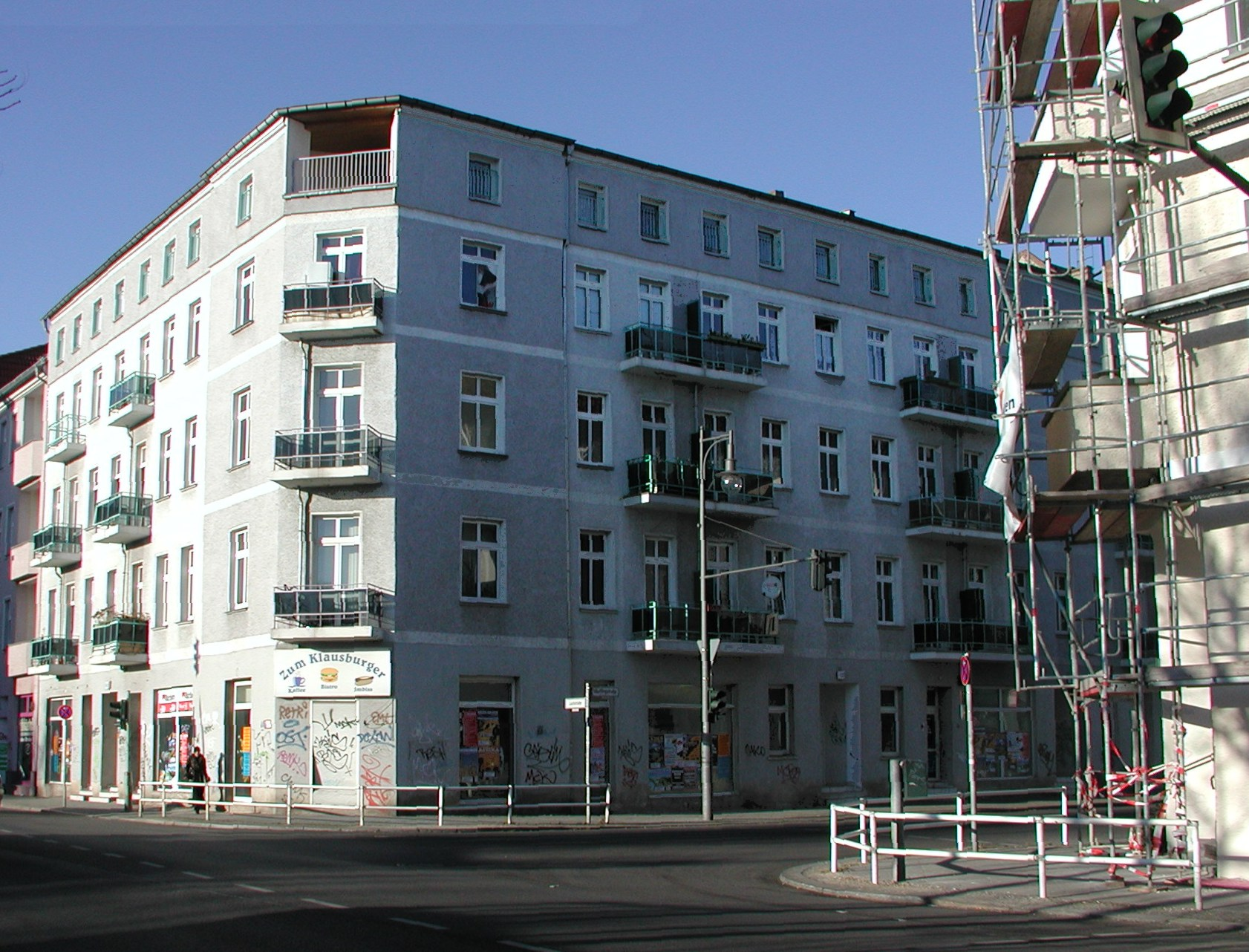
Eckhaus Weitling-/Lückstraße

Schon zu Vorwendezeiten hatte eine kleine Ost-Berliner Neonazi-Szene einige ihrer Treffpunkte im Weitlingkiez. Nach der Gründung der Nazi-Organisation Nationale Alternative vor allem durch bekannte Berliner Neonazis folgte am 18. Februar 1990 in Berlin-Lichtenberg eine Reihe von Hausbesetzungen. Es wurden Waffen und Propagandamaterial beschlagnahmt, zeitweise wurde der gesamte NA-Vorstand festgenommen. Am 5. März 1990 wurde der Gruppe daraufhin von der Kommunalen Wohnungsverwaltung Lichtenberg ein legales Mietverhältnis für das große Eckhaus Weitlingstraße 122 (Ecke Lückstraße) angeboten. Dort wurde eine Parteizentrale errichtet. Zahlreiche deutsche Neonazikader nutzten diesen Ort, um Schulungen durchzuführen. Nach einem Angriff von Neonazis auf von Linken besetzte Häuser in der Mainzer Straße in Friedrichshain, an Pfingsten 1990 gab es als Reaktion eine Spontandemonstration zur Weitlingstraße, der dann eine bundesweit mobilisierte Großdemonstration am 24. Juni 1990 folgte. Einige Zeit später besetzten die Neonazis auch die Weitlingstraße 120. Später – nach der Räumung der Weitlingstraße – wurde das Haus durch Brandstiftung unbewohnbar. Am 27. April 1990 wurde eines der besetzten Häuser von der Polizei gestürmt. Äußerlich wurden die Gebäude inzwischen saniert, sind jedoch nur zum Teil bewohnt.
Der Weitlingkiez ist danach immer wieder durch rassistisch und politisch motivierte Angriffe von Rechtsextremisten deutschlandweit bekannt geworden. Besondere Aufmerksamkeit erregten die beiden Überfälle auf die damaligen PDS-Politiker Giyasettin Sayan am 19. Mai 2006 und Kirill Jermak am 26. November 2006. Die Anzahl der gewaltbereiten Rechtsextremisten wurde auf rund 65 geschätzt.
Die Ortslage unterliegt einer besonderen Beobachtung der Sicherheitsbehörden, da es überdurchschnittlich viele politische Gewalttaten gibt. Laut Landeskriminalamt für das Jahr 2006: 7 Gewalttaten in der Kategorie „Politisch motivierte Kriminalität – rechts“ und 13 Gewalttaten in der Kategorie „Politisch motivierte Kriminalität – links“.
Im Jahr 2007 hat das Bundesministerium für Familie, Senioren, Frauen und Jugend ein Bundesprogramm mit dem Titel „VIELFALT TUT GUT – Jugend für Vielfalt, Toleranz und Demokratie“ ins Leben gerufen, um Projekte gegen Rechtsextremismus, Fremdenfeindlichkeit und Antisemitismus zu fördern. Von 2007 bis 2010 wurden jährlich 100.000 Euro für das Fördergebiet Lichtenberg-Mitte mit Schwerpunkt Weitlingkiez und den damit verbundenen Lokalen Aktionsplan zur Verfügung gestellt, der damit einen Großteil von Aktionen gegen Gewalt und Rechtsextremismus im Weitlingkiez finanziert. Mit den Geldern wurden in diesen Jahren über 120 Projekte gefördert. Beispiele hierfür sind:
- Das vietnamesische Mondfest als Straßenfest (unter Schirmherrschaft des Bezirksamtes und gemeinsam mit der Vereinigung Vietnamesen in Berlin & Brandenburg e. V.) unter dem Motto „Wir im Kiez“ (September 2007),
- Interkulturelles Bildungszentrum und Bürgercafé (2007),
- Interkulturelle Mediathek in der Bodo-Uhse-Bibliothek (2007).

Seit 2011 wird der lokale Aktionsplan in Lichtenberg-Mitte durch das neue Bundesprogramm Toleranz fördern – Kompetenz stärken gefördert. Durch die Förderung soll die Nachhaltigkeit der Maßnahmen gesichert werden.